# Сестра (приток Большого Иргиза)
Сестра́ — река в Саратовской и Самарской областях. Левый приток Большого Иргиза.

## Описание
Длина реки 97 км, площадь бассейна 1680 км². Исток примерно в 5 км к северо-западу от села Новый Камелик на отрогах Общего Сырта в Большечерниговском районе Самарской области.
В верховьях течёт немного на северо-запад, затем поворачивает на юго-запад, входит на территорию Перелюбского района Саратовской области и постепенно уклоняется вправо, образуя дугу. В низовьях течёт по Ивантеевскому району. Впадет в Большой Иргиз по левому берегу в 425 км от его устья, в 2,5 км южнее (ниже) села Яблоновый Гай. Сток зарегулирован.
Русло извилистое со множеством стариц. В жаркое время русло пересыхает, образуя цепочку озёр.
На большом протяжении вдоль левого берега реки проходит железная дорога Пугачёв — Красногвардеец.
Населённые пункты
- на реке (от истока): Аверьяновский, Сёстры (оба — Самарск. обл.), Смоленка, Новый Перелюб, Смородинка, Грачёв Куст, Аннин Верх, Кожевский, Канаёвка, Сёстры (все — Саратовск. обл.).

- в бассейне: Октябрьский, Пригорки, Поперечный, Гусарка, Новокачановский, Наука (все — Саратовск. обл.).

Притоки (от устья, в скобках указана длина в км)
- 33 км лв: Сухой Камелик (57)
- 49 км лв: Смородинка (14)
- 59 км лв: Дурная (17)

## Данные водного реестра
По данным государственного водного реестра России относится к Нижневолжскому бассейновому округу, водохозяйственный участок реки — Большой Иргиз от истока до Сулакского гидроузла, речной подбассейн реки — подбассейн отсутствует. Речной бассейн реки — Волга от верхнего Куйбышевского водохранилища до впадения в Каспий.
Код объекта в государственном водном реестре — 11010001612112100009742.